# 프로그램 (영화)
《프로그램》(영어: The Program)은 미국에서 제작된 데이비드 S. 워드 감독의 1993년 스포츠 드라마 영화이다. 제임스 칸 등이 출연하였고, 새뮤얼 골드윈 주니어 등이 제작에 참여하였다.

## 출연진
- 제임스 칸
- 핼리 베리
- 오마 엡스
- 크레이그 셰퍼
- 크리스티 스완슨
- 에이브러햄 벤루비
- 앤드루 브리니아스키
- 두에인 데이비스
- 조이 로런 애덤스
- 로다 그리피스

## 기타 제작진
- 배역: 린 스톨매스터
- 미술: 앨버트 브레너
- 의상: 톰 브론슨